# Federico II di Goseck
Federico II di Goseck (ca. 1015 – Barby, 27 maggio 1088) fu conte di Goseck, Vogt dell'abbazia di Hersfeld e dal 1056 il conte palatino di Sassonia.

## Biografia
Era il figlio secondogenito del conte palatino di Sassonia Federico I e di e Agnese, figlia di Guglielmo II di Weimar. Nel 1056 successe come conte palatino di Sassonia al fratello assassinato Dedi. Nel 1063 si trasferì nel regno d'Ungheria e dal 1066 entrò in conflitto con il re dei Romani Enrico IV a causa della sua politica di recupero, ma rimase fedele al re fino alla morte di suo fratello, l'arcivescovo Adalberto di Brema, nel 1072. Ricevette il diritto di coniare moneta e di riscuotere la tassa sul sale per Sulza e partecipò alla deposizione del duca Ottone di Northeim nel 1070. Entro spesso in conflitto anche con il vescovo di Halberstadt Burcardo II e i loro vassalli, i conti di Supplimburgo. Fu uno dei capi della ribellione dei Sassoni, ma dopo la battaglia di Homburg an der Unstrut dovette sottomettersi e fu esiliato dal re a Pavia nel 1075, dove fu detenuto per un anno e mezzo. Dopo la prigionia tornò a combattere per lo schieramento sassone e alla battaglia di Mellrichstadt del 7 agosto 1078 figurava tra i comandanti delle truppe di Rodolfo di Svevia. Dopo la repressione della rivolta, nel 1085 si sottomise definitivamente e per poi abdicare in favore del figlio Federico III.

## Matrimonio e figli
Prima del 1063 sposò Edvige di Baviera (ex Bavaria Oriunda), dalla quale ebbe attorno al 1065 un figlio, Federico III, che fu assassinato nel 1087.